# Tobiasz i Parki
Tobiasz i Parki (Natchnienie) − tytuł obrazu olejnego na płótnie autorstwa Jacka Malczewskiego, namalowanego w roku 1912. Dzieło znajduje się w zbiorach Galerii Rogalińskiej.
Obraz przedstawia biblinjego Tobiasza oraz panie ludzkiego losu (tytułowe Parki). Wątek Tobiasza pojawia się w sztuce Malczewskiego kilkukrotnie. 
Twarz Tobiasza jest jednocześnie autoportretem artysty. 
Właścicielem obrazu jest Fundacja im. Raczyńskich przy Muzeum Narodowym w Poznaniu. 